# Orthocladius lineolatus
Orthocladius lineolatus är en tvåvingeart som först beskrevs av Santos Abreu 1918.  Orthocladius lineolatus ingår i släktet Orthocladius och familjen fjädermyggor.
Artens utbredningsområde är Kanarieöarna. Inga underarter finns listade i Catalogue of Life.